# Чемпионат Южной Америки по волейболу среди женщин 2023
35-й чемпионат Южной Америки по волейболу среди женщин проходил с 19 по 23 августа 2023 года в Ресифи (Бразилия) с участием 5 национальных сборных команд. Чемпионский титул в 23-й раз в своей истории и в 15-й раз подряд выиграла сборная Бразилии.

## Команды-участницы
Аргентина, Бразилия, Колумбия, Перу, Чили.

## Система проведения чемпионата
5 команд-участниц провели однокруговой турнир, по результатам которого была определена итоговая расстановка мест. Первичным критерием при распределении мест служило общее количество побед, затем количество набранных очков, соотношение партий, соотношение мячей и, наконец, результаты личных встреч. За победы со счётом 3:0 и 3:1 начислялось по 3 очка, за победу 3:2 — 2, за поражение 2:3 проигравший получал 1 очко и за поражения 1:3 и 0:3 очки не начислялись.

## Игровая арена

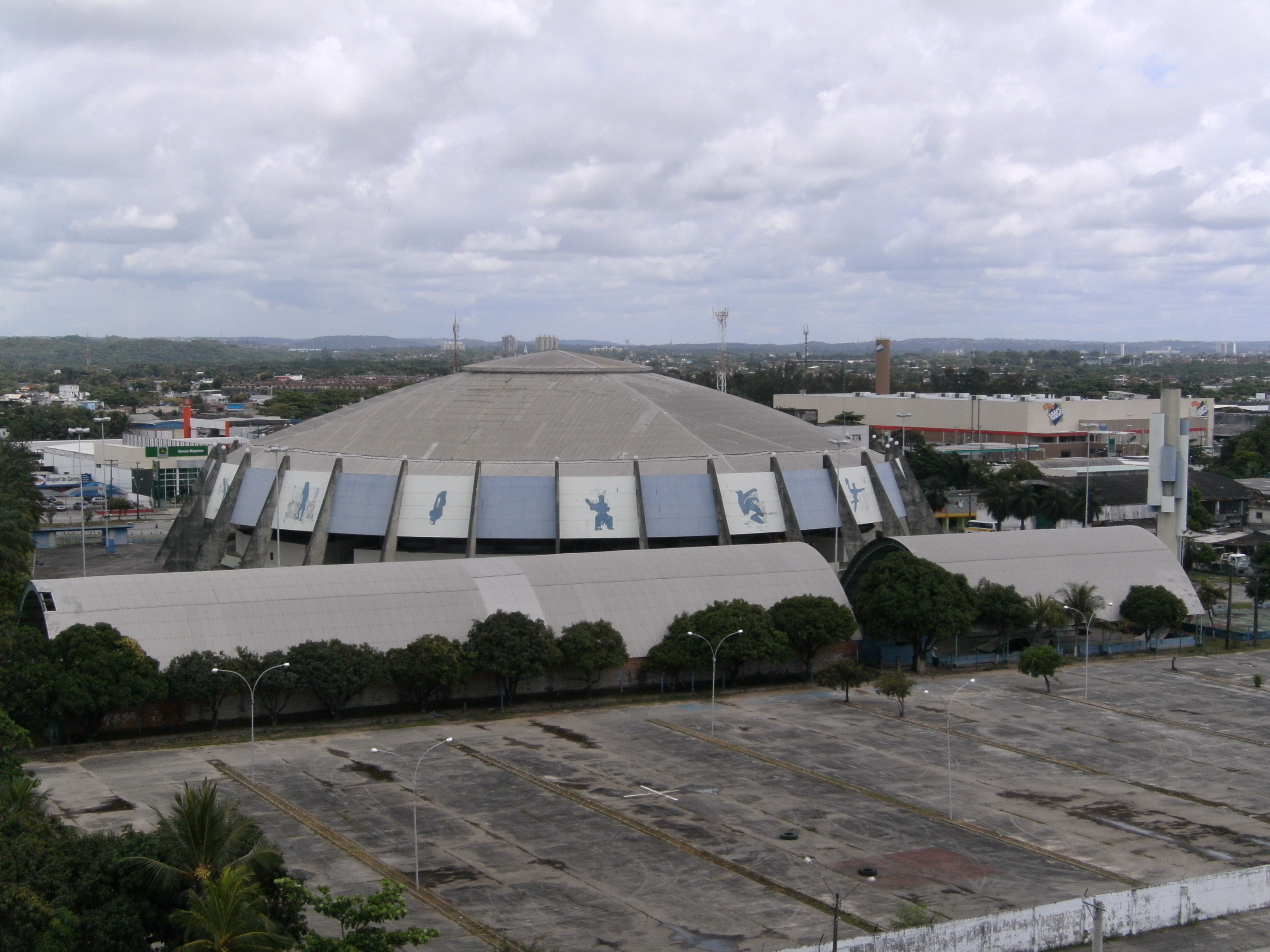
Ginásio de Esportes Geraldo Magalhães

Все матчи чемпионата прошли в спортивном зале «Жералдо Мангальяйнс» (порт. Ginásio de Esportes «Geraldo Magalhães») города Ресифи (Бразилия). Зал открыт в 1970 году. Вместимость 15 тысяч зрителей. Используется в качестве крытой спортивной арены для проведения соревнований по волейболу и баскетболу, а также как концертная и выставочная площадка.

## Результаты
| М | Команда   | 1   | 2   | 3   | 4   | 5   | И | В | П | С/П  | О  |
| - | --------- | --- | --- | --- | --- | --- | - | - | - | ---- | -- |
| 1 | Бразилия  |     | 3:0 | 3:0 | 3:0 | 3:0 | 4 | 4 | 0 | 12:0 | 12 |
| 2 | Аргентина | 0:3 |     | 3:0 | 3:0 | 3:1 | 4 | 3 | 1 | 9:4  | 9  |
| 3 | Колумбия  | 0:3 | 0:3 |     | 3:0 | 3:1 | 4 | 2 | 2 | 6:7  | 6  |
| 4 | Чили      | 0:3 | 0:3 | 0:3 |     | 3:2 | 4 | 1 | 3 | 3:11 | 2  |
| 5 | Перу      | 0:3 | 1:3 | 1:3 | 2:3 |     | 4 | 0 | 4 | 4:12 | 1  |

19 августа
Аргентина — Перу 3:1 (25:16, 24:26, 25:23, 25:19); Бразилия — Чили 3:0 (25:13, 25:11, 25:21).
20 августа
Колумбия — Чили 3:0 (25:10, 26:24, 25:13); Бразилия — Аргентина 3:0 (25:17, 25:16, 25:17).
21 августа
Колумбия — Перу 3:1 (20:25, 25:15, 25:23, 25:20); Аргентина — Чили 3:0 (25:23, 25:23, 25:15).
22 августа
Аргентина — Колумбия 3:0 (25:20, 29:27, 26:24); Бразилия — Перу 3:0 (25:14, 25:18, 25:9).
23 августа
Чили — Перу 3:2 (25:23, 23:25, 25:17, 12:25, 15:13); Бразилия — Колумбия 3:0 (25:19, 25:22, 25:19).

## Итоги

### Положение команд
| Бразилия  |
| Аргентина |
| Колумбия  |
| 4. Перу   |
| 5. Чили   |

### Мировая квалификация
3 лучшие команды по итогам чемпионата — Бразилия, Аргентина и Колумбия — квалифицировались на чемпионат мира 2025.

### Призёры
Бразилия: Диана Дуарте Алекрин (Диана), Ниеме Алешандре Коста Нунис (Ниеме), Присила Залевски Даройт Морейра (При Даройт), Таиса Дахер ди Менезис (Таиса), Розамария Монтибеллер, Макрис Силва Карнейро (Макрис), Роберта Силва Ратцке (Роберта), Габриэла Брага Гимарайнс (Габи), Маяра Бассо (Маяра), Наталия Перейра ди Араужу (Натинья), Ана Каролина да Силва (Карол), Киси Сезарио ду Насименту (Киси), Юлия Бергман, Тайнара Лемис Сантос (Тайнара). Тренер — Жозе Роберто Гимарайнс (Зе Роберто).
  Аргентина: Татьяна Вера, Паула-Ямила Низетич, Эухения Носач, Кандела-Соль Салинас, Эрика Меркадо, Бьянка Куньо, Даниэла Булайх Симиан, Татьяна-Соледад Риццо, Бьянка Фарриоль, Виктория Майер, Антонела Фортуна, Канделария Эррера Родригес, Бренда Графф, Мария-Агостина Пелосо. Тренер — Даниэль Хорхе Кастеллани.
  Колумбия: Даяна Сеговия Дуран, Лаура Паскуа, Ана Олайя Гамбоа, Валерин Карабали де ла Крус, Майра Оспино Монтеро, Хулиана Торо Вильяда, Камила Гомес Эрнандес, Анхье Веласкес, Мелисса Ранхель Паэс, Мария Маргарита Мартинес Мина, Аманда Конео Кардона, Йени Мурильо, Дорис Манко Гонсалес, Лаура Сапато. Тренер — Антонио Ризола Нето.

### Индивидуальные призы
| - MVP Габи - Лучшие нападающие-доигровщики Габи Аманда Конео - Лучшие центральные блокирующие Таиса Канделария Эррера | - Лучшая связующая Роберта Ратцке - Лучшая диагональная нападающая Киси - Лучшая либеро Ньеме |